# Donnersbergerbrücke

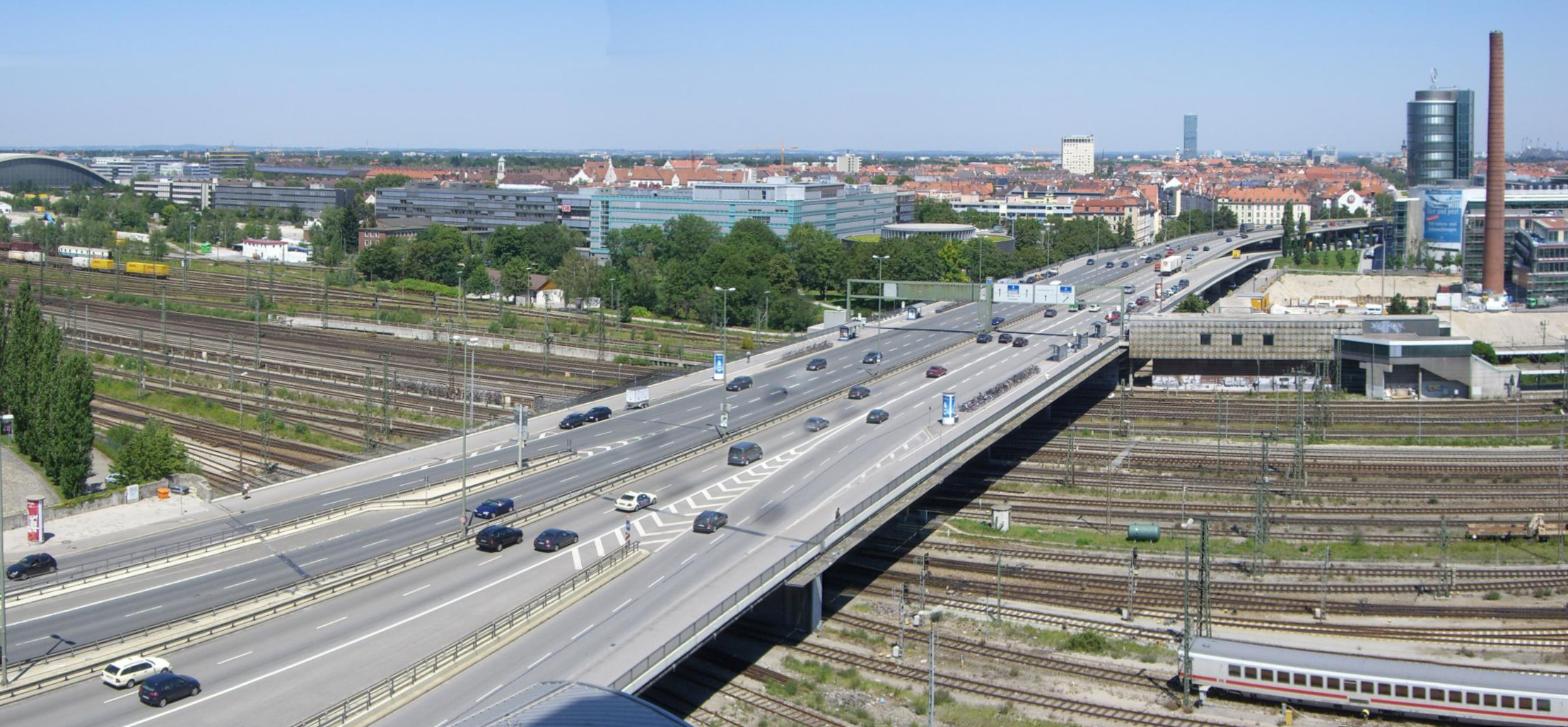
Blick von der Südseite des Gleisfeldes

Die Donnersbergerbrücke  ist eine Straßenbrücke in München. Der gleichnamige Bahnhof liegt zwischen Hackerbrücke und dem Hirschgarten. Die Donnersbergerbrücke gehört zum Mittleren Ring.

## Lage
Die Donnersbergerbrücke ist Bestandteil der Westtangente des Mittleren Ringes. Die Trappentreustraße führt von Süden kommend auf die Donnersbergerbrücke, die, nachdem sie die Landsberger Straße, die Gleisanlagen vor dem Hauptbahnhof und die Arnulfstraße überquert hat, in die Landshuter Allee mündet. Somit verbindet die Donnersbergerbrücke die Stadtteile Schwanthalerhöhe im Süden und Neuhausen im Norden und liegt rund zwei Kilometer westlich des Münchner Hauptbahnhofes.
Der Ende 2020 fertiggestellte Arnulfsteg östlich der Donnersbergerbrücke soll eine direktere Verbindung der Stadtteile beidseits der Gleise für Fahrrad- und Fußverkehr herstellen.

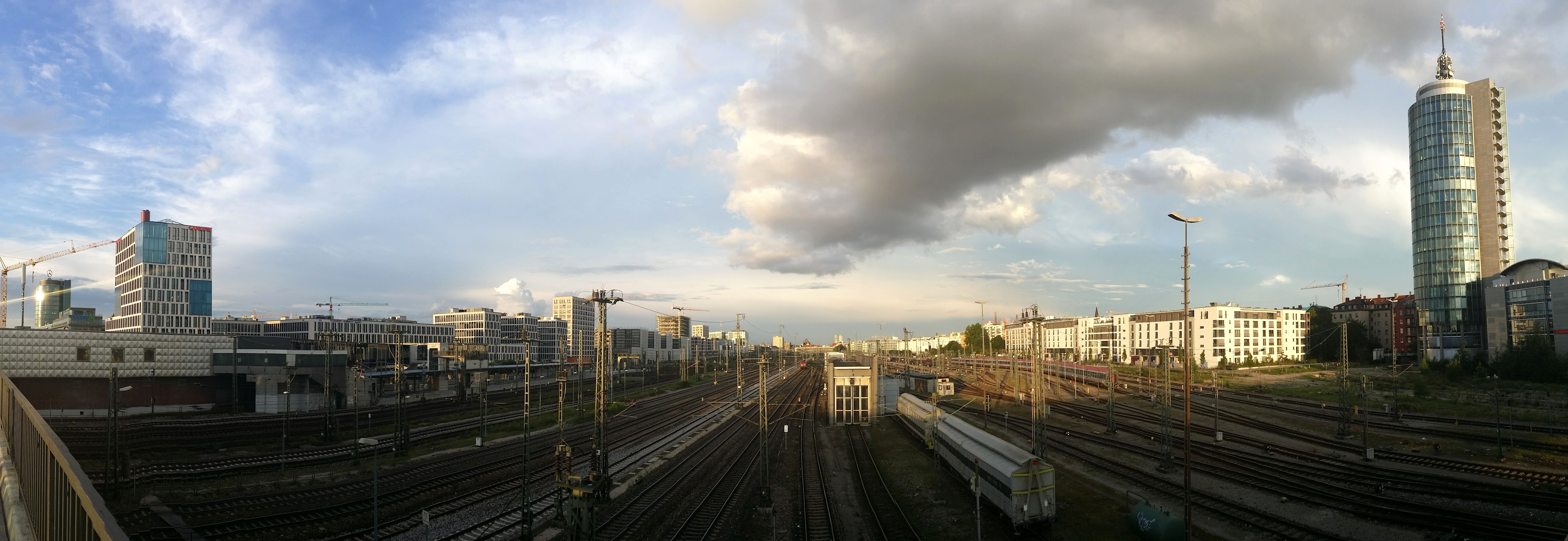
Blick von der Brücke in Richtung Hauptbahnhof, rechts der Central Tower München, links der Bahnhof Donnersbergerbrücke

## Geschichte

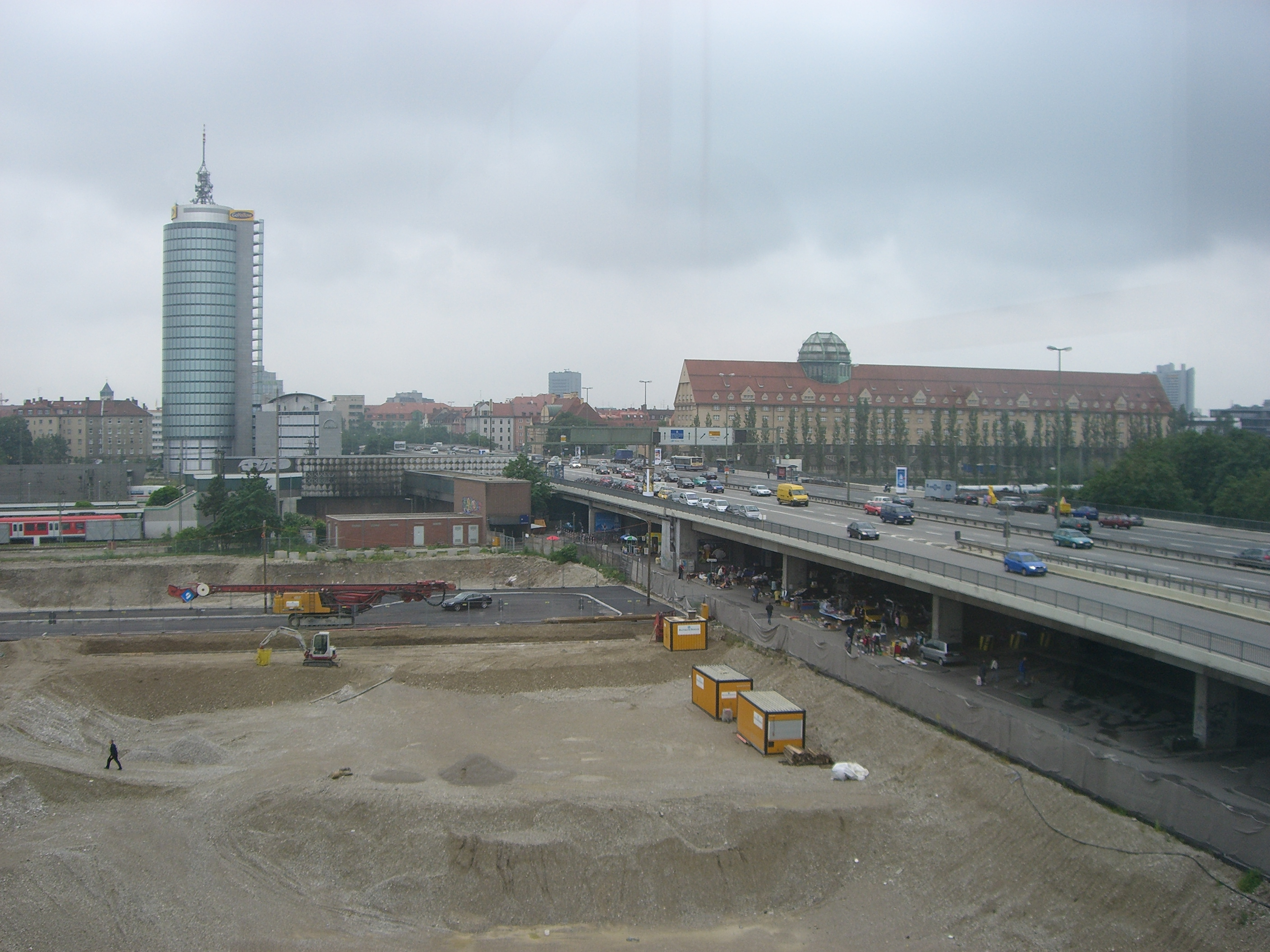
Überfahrt über das Gleisfeld, im Hintergrund Central Tower München (links) und das ehemalige Hauptzollamt München (rechts)

Als erster Übergang über den Gleiskörper wurde 1874 ein eiserner Steg für die Arbeiter der im selben Jahr fertiggestellten Centralwerkstätte München errichtet.
1900 wurde anstelle des eisernen Stegs eine einfache Straßenbrücke errichtet. Sie verband die Trappentreustraße mit der Donnersbergerstraße, die wiederum im Rotkreuzplatz mündet. 1912 wurde das markante Hauptzollamt mit einer auffallenden Glaskuppel über einem 180 m langen Lagerhaus errichtet und diente fortan als Landmarke an der Brücke.
Im Zuge des nationalsozialistischen Ausbaus der Stadt München wurde auch die Donnersbergerbrücke neu errichtet und am 18. Dezember 1935 eingeweiht. Dieses Bauwerk ist als westlicher Mittelteil noch Bestandteil der heutigen Brücke und kann aufgrund unterschiedlicher Auflager und Träger vom späteren Neubau von unten (z. B. Fußgängerunterführung an der S-Bahn) gut erkannt werden.
Nachdem Mitte der 1960er Jahre der Mittlere Ring geplant wurde, wurde bald deutlich, dass die Westtangente mit der sehr gut ausbaubaren Landshuter Allee eine entsprechende Fortsetzung Richtung Süden benötigt. Die in direkter Nachbarschaft befindliche Donnersbergerbrücke sollte also durch einen Teil-Neubau ersetzt werden. Wichtigster Unterschied zur damaligen Brücke war neben der fast dreimal größeren Breite die Verschwenkung des nördlichen Brückenkopfes von der Donnersbergerstraße zur weiter östlich parallel verlaufenden Landshuter Allee. Das ist auch der Grund, weswegen die Donnersbergerbrücke heute nicht ihren „natürlichen“ Weg geht, der in die Donnersbergerstraße führte, sondern einen kleinen Schwenk Richtung Ost / Nord-Ost macht. Damit wurde der Versatz des Mittleren Ringes an der Arnulfstraße beseitigt.
Im Oktober 1969 war Baubeginn; der Bau erfolgte während des laufenden Betriebs von Eisenbahn und Individualverkehr; nur die Trambahn (Linie 22) über die Brücke wurde 1970 endgültig eingestellt. Somit mussten viele Arbeiten, vor allem das Einsetzen der vorgefertigten 44 Spannbetonträger, nachts durchgeführt werden, da dann die Oberleitung des Bahnhofsvorfeldes des Münchner Hauptbahnhofes abgeschaltet werden konnte. Für den Bau der Rampen waren größere Abbrucharbeiten von Wohnhäusern notwendig, vor allem in der Donnersbergerstraße, der Landshuter Allee und an der Westseite der Trappentreustraße. Die Arbeiten dauerten bis Mai 1972 an. Damit war die Donnersbergerbrücke als letztes Teilstück des Mittleren Rings rechtzeitig für die Olympischen Sommerspiele 1972 fertiggestellt.
Die enormen Belastungen durch Individualverkehr setzen der Brücke zu, sie musste mehrmals saniert werden.

## Technische Daten 1972

### Profile
|                                | Gehweg (in m) | Radweg (in m) | Baumgraben (in m) | Fahrbahn (in m) | Schrammborde (in m) | Fahrbahn (in m) | Mittelstreifen (in m) |
| ------------------------------ | ------------- | ------------- | ----------------- | --------------- | ------------------- | --------------- | --------------------- |
| Landshuter Allee               | 3,5           | --            | --                | 9,0             | --                  | --              | 25,0                  |
| Überführung Arnulfstraße       | 3,5           | --            | --                | 6,5             | 0,8 + /1,75         | 10,5            | 2,0                   |
| Donnersbergerbrücke            | 3,5           | --            | --                | 19,0            | --                  | --              | 2,0                   |
| Überführung Landsberger Straße | 3,5           | 1,0 (1)       | --                | 6,5             | 9,5(2)              | 10,5            | 2,0                   |
| Trappentreustraße              | 3,5           | 1,0 (1)       | 3,0               | 9,0             | --                  | --              | 2,0/ 4,5              |
| Unterführung am Heimeranplatz  | 1,84          | --            | --                | 6,86            | 2,02                | 3,88 (3)        | --                    |
| Garmischer Straße              | 3,0           | 1,4           | 2,0               | 9,0             | --                  | --              | 1,6/ 4,2              |

### Trassierungselemente

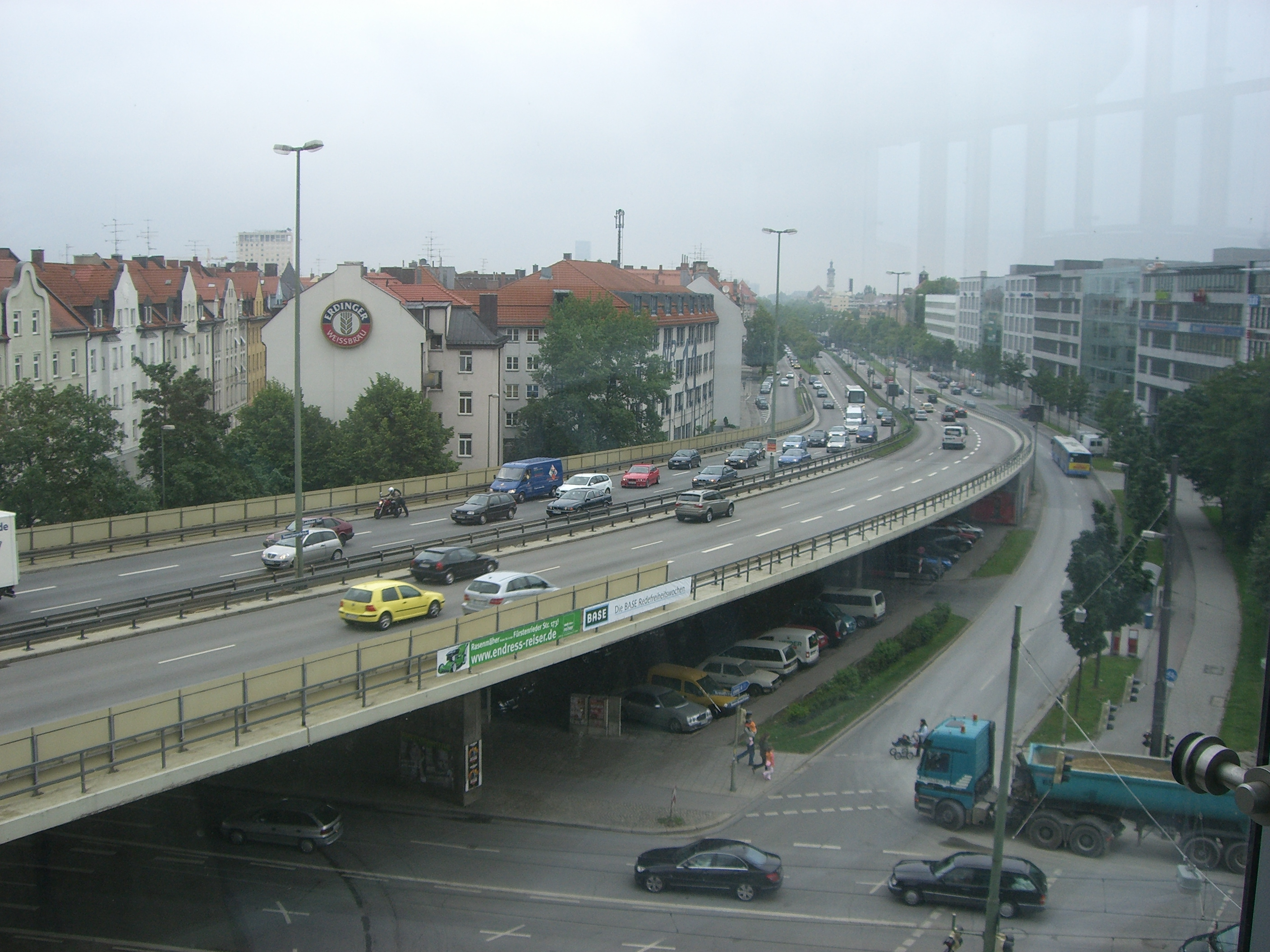
Nordauffahrt

|                        | Hauptfahrbahn | Rampe  |
| ---------------------- | ------------- | ------ |
| Längsneigung max.      | 4,5 %         | 5,6 %  |
| Querneigung max.       | 3,6 %         | 2,0 %  |
| Schrägneigung max.     | 5,75 %        | 5,95 % |
| Kurvenradius min. (m)  | 319           | 306    |
| Kuppenausrdg. min. (m) | 1600          | 1000   |
| Wannenausrdg. min. (m) | 1200          | 500    |

### Bauwerke
|                   | Überführung                                | Überführung                                | Überführung                                | Fußgängerunterführung | Fußgängerunterführung |
| ----------------- | ------------------------------------------ | ------------------------------------------ | ------------------------------------------ | --------------------- | --------------------- |
|                   | Arnulfstraße                               | Bahnanlagen                                | Landsberger Straße                         | Schlörstraße          | Westendstraße         |
| System            | Hohlkasten und Fertigteilträger            | Hohlkasten und Fertigteilträger            | Hohlkasten und Fertigteilträger            | geschlossener Rahmen  | geschlossener Rahmen  |
| Stützweite (m)    | 45,0                                       | 48-35-30-30-28-49-39                       | 27,77-29,23                                | 6,12                  | 6,12                  |
| Länge (m)         | Gesamte Brückenlänge inkl. Rampen: 1124,12 | Gesamte Brückenlänge inkl. Rampen: 1124,12 | Gesamte Brückenlänge inkl. Rampen: 1124,12 | 22,7-23-13,9          | 59,6                  |
| Breite (m)        | 26,5                                       | 47,0                                       | 26,5                                       | 5,0                   | 5,0                   |
| Konstr.Dicke (m)  | 1,47                                       | 1,57 ÷ 1,67                                | 1,45                                       | 0,5                   | 0,5                   |
| Tragfähigkeit (t) | 60                                         | 60                                         | 60                                         | 60                    | 60                    |

### Massen
| Straßenbau                       | Straßenbau | Brückenbau               | Brückenbau |
| -------------------------------- | ---------- | ------------------------ | ---------- |
| Abtrag (m³)                      | 42.000     | Erdbewegung (m³)         | 71.000     |
| Auffüllung (m³)                  | 46.000     | Beton minderer Güte (m³) | 4.300      |
| Humusauffüllung (m³)             | 5.000      | Beton 300 (m³)           | 11.000     |
|                                  |            | Beton 450 (m³)           | 17.000     |
| Fahrbahnfläche inkl. Brücke (m³) | 87.000     | Schlaffstahl (t)         | 3.400      |
|                                  |            | Spannstahl (t)           | 850        |

### Fahrbahnen
Die Donnersbergerbrücke besitzt zwei getrennte Fahrbahnen mit je vier Fahrstreifen. Daneben sind u. a. die Arnulfstraße und die Landsberger Straße mit Rampen an die Donnersbergerbrücke angeschlossen.

## Ausbaumöglichkeiten
Die Planer der Donnersbergerbrücke haben zwei Ausbaumöglichkeiten vorgesehen:
- Auf Höhe des Hauptzollamtes München wird die Brücke einige Meter breiter. Hier sollte in einer weiteren Ausbauphase das Brückenbauwerk in die Trappentreustraße, über den Heimeranplatz, die Gleisanlagen der Deutschen Bahn AG bis zur Garmischer Straße verlängert werden. Spätestens nach der Eröffnung des Trappentreutunnels 1984 ist dies in der Form nicht mehr notwendig.
- Die Südrampe ist verschiebbar. Bei einem Endausbau wie oben beschrieben kann sie der Länge nach halbiert und an den besagten Ecken angesetzt werden. Zwischen den Rampenhälften müsste dann das neue Brückenbauteil für die Verlängerung gebaut werden.

## Verkehr
Die Donnersbergerbrücke gehört zu den meist befahrenen Strecken Europas. Daher liegt die Belastung mit Feinstaub und Stickoxiden oft oberhalb der erlaubten Werte.
ÖPNV: An der Donnersbergerbrücke befindet sich der Bahnhof München Donnersbergerbrücke, der von der S-Bahn München und der Bayerischen Oberlandbahn bedient wird. Auch MVG-Buslinien bedienen die gleichnamige Haltestelle auf der Brücke.

## Einrichtungen in unmittelbarer Nähe
In der nächsten Umgebung der Donnersbergerbrücke befinden sich folgende Einrichtungen:

### Öffentliche Einrichtungen
- Hauptzollamt München
- Gewerbehof Westend, u. a. mit der film.coop der Münchner Filmwerkstatt

### Bauwerke
- Central Tower München

### Deutsche Bahn AG
- Betriebswerk München Hbf
- Betriebszentrale München der DB Netz AG
- Elektronisches Stellwerk u. a. der S-Bahn-Stammstrecke (in der Betriebszentrale)
- verschiedene Geschäftsbereiche der Deutschen Bahn im Gebäude der ehemaligen Bundesbahndirektion München
- Vorstellgruppe Nord (nordwestlich) und Vorstellgruppe Süd (südöstlich der Brücke), die zwei Abstellanlagen des Münchner Hauptbahnhofs

## Bedeutung des Namens
Die Donnersbergerbrücke wurde zusammen mit der Donnersbergerstraße nach Joachim Freiherr von Donnersberg (1561–1650), Geheimrat und oberstem Kanzler des Kurfürsten Maximilian I., benannt, der aus dem Münchner Patriziergeschlecht Donnersberger stammte. Daher ist der Name der Brücke nach den Regeln der Deutschen Rechtschreibung auch zusammen und nicht getrennt zu schreiben.

## Graffiti
- Von 2005 bis 2010 setzte sich der Münchener Kulturschaffende Sebastian Pohl aktiv für die Freigabe der Wandflächen unterhalb der Donnersbergerbrücke für Graffiti ein.[3]
- Ab 2011 wurden große Teile der Brücke mit Unterstützung des städtischen Baureferats (15.000 €) und der Stadtsparkasse München (10.000 €) von verschiedenen Künstlern mit Graffiti besprüht.[4][5]

Graffiti an der Donnersbergerbrücke verschiedener Künstler
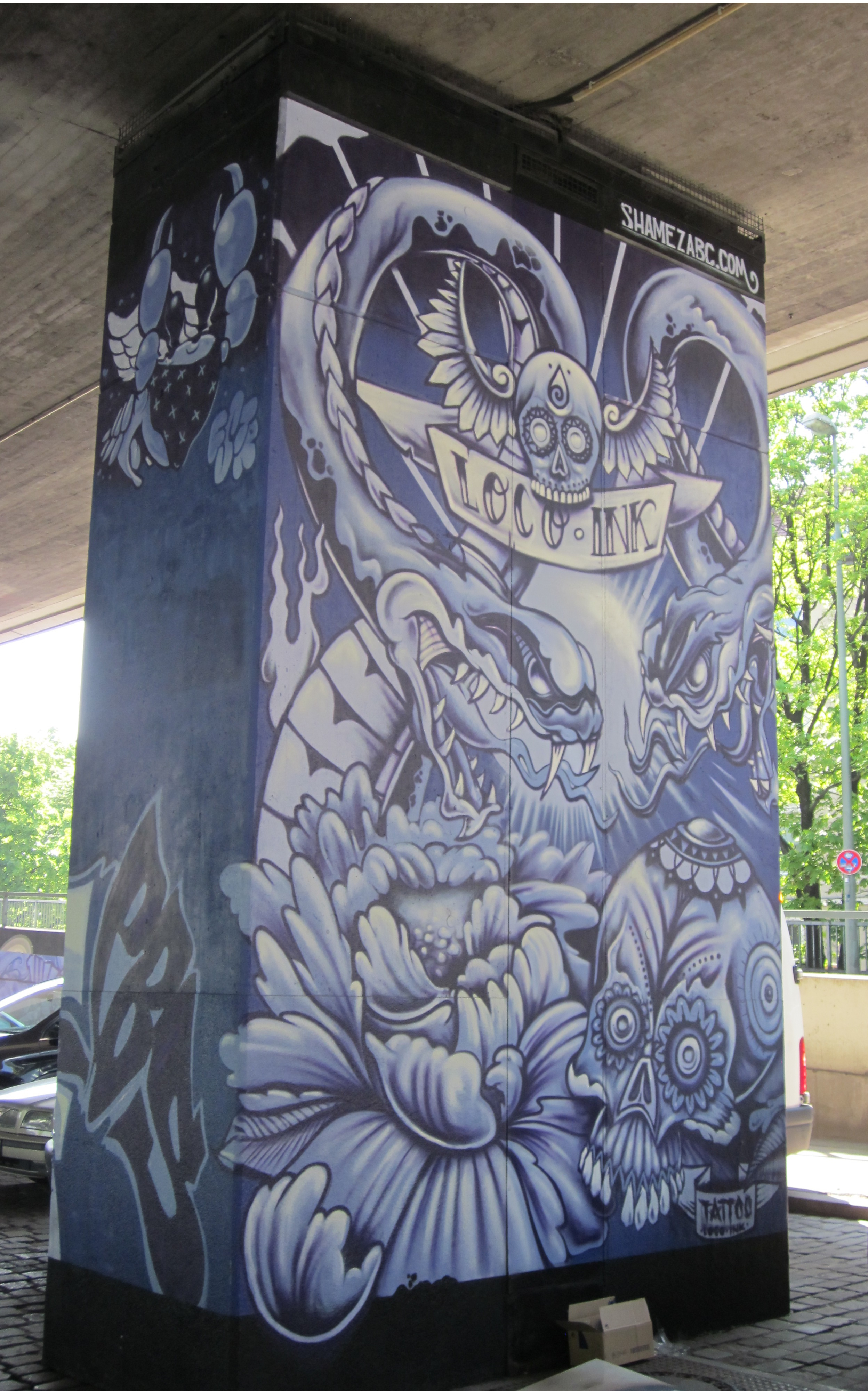
Shamez
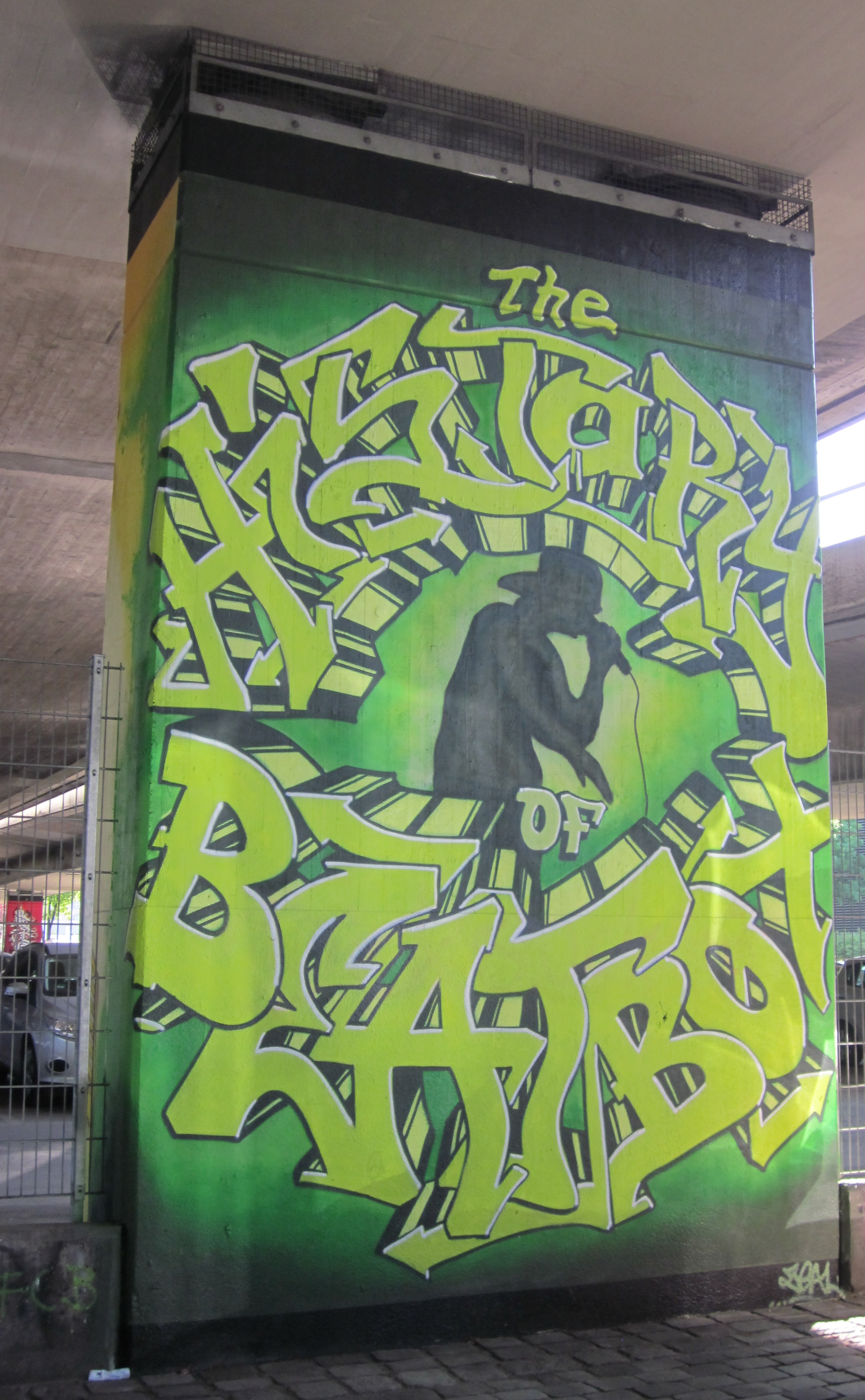
BeeLow
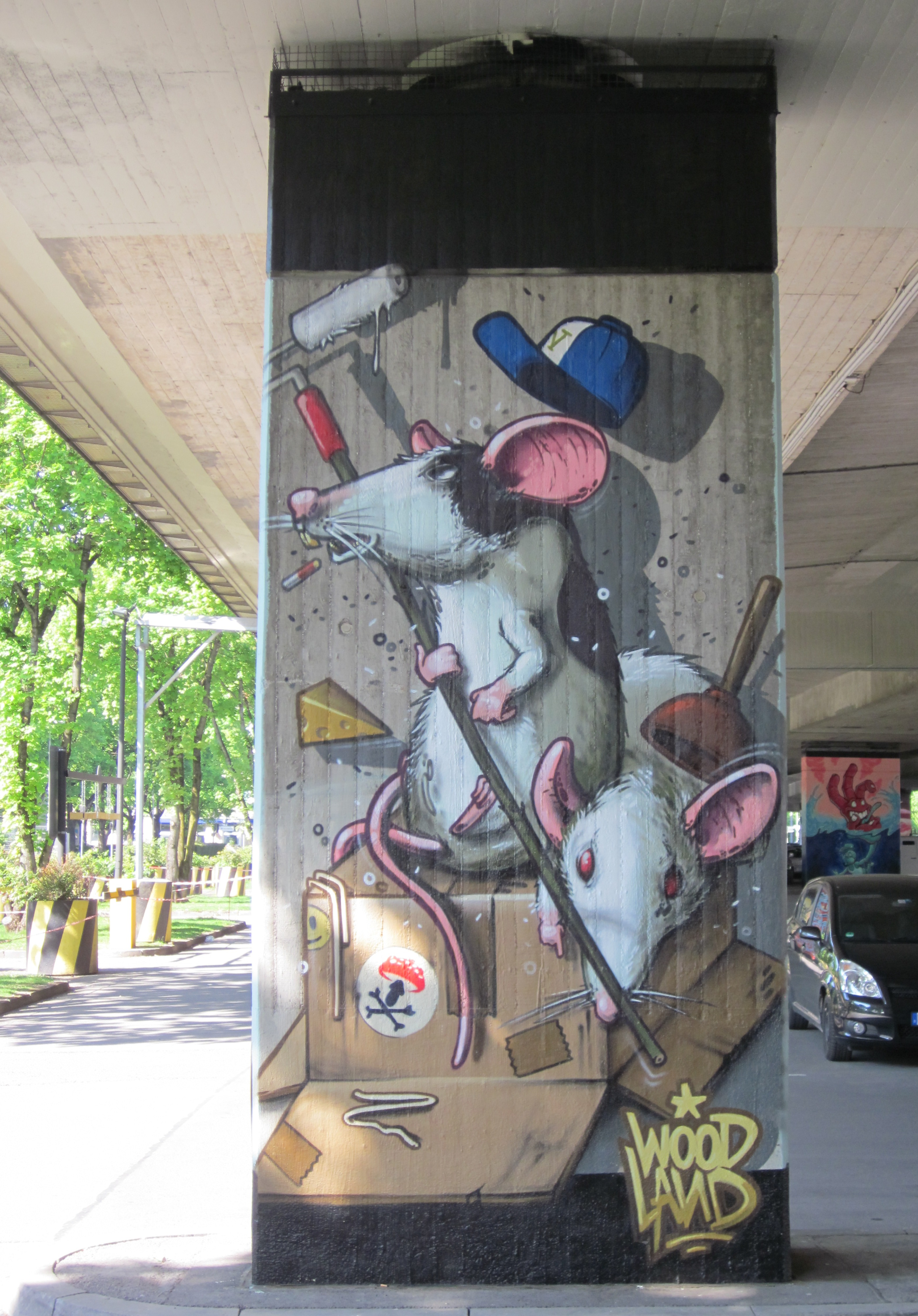
Mr. Woodland
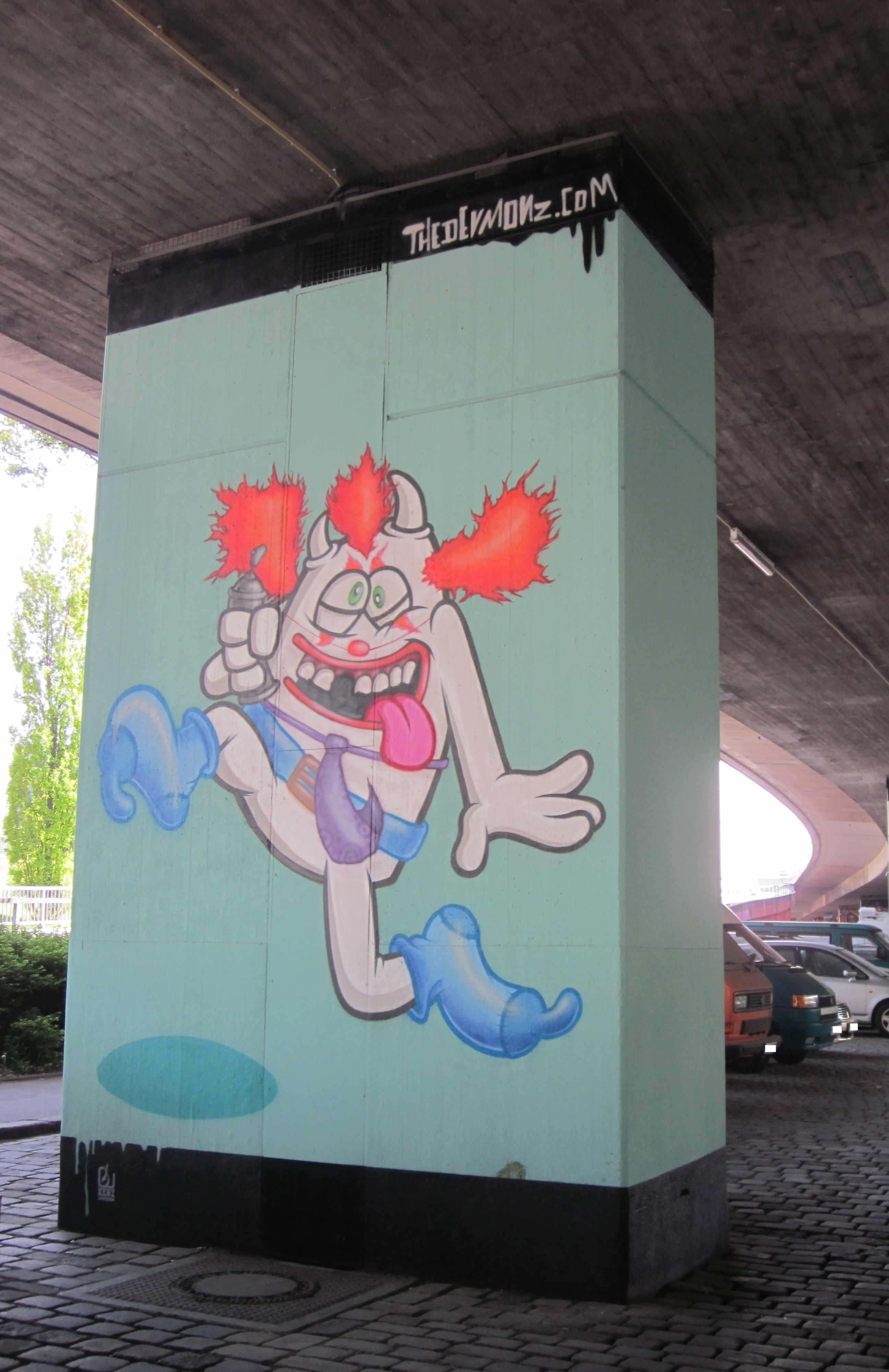
Kenz
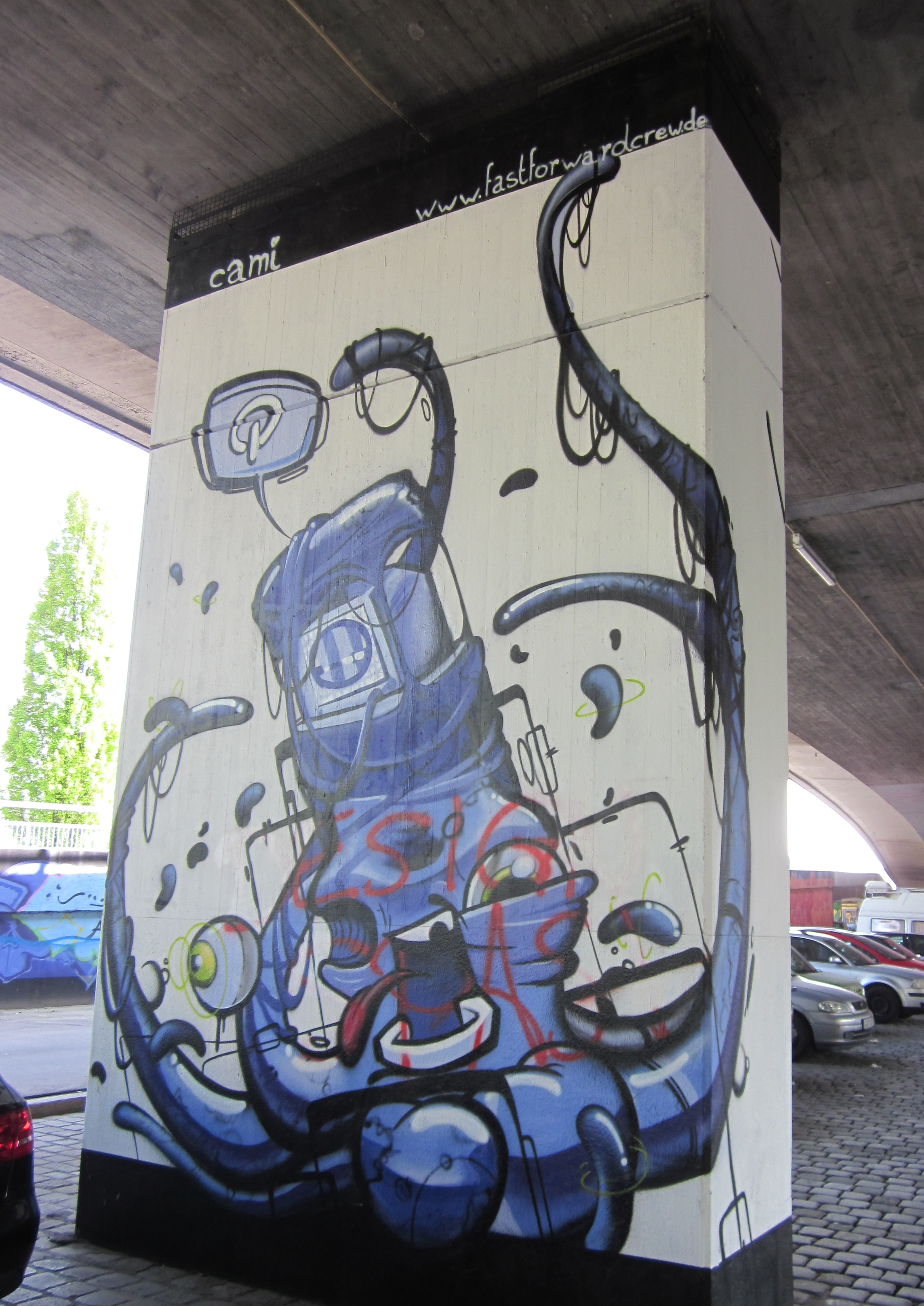
Cami

## Trivia
- Willy Astor hat die Brücke in seinem Lied „Donnersberger Brück’n“ als „Golden Gate für Arme“ besungen.